# Michele Giordano
Michele Giordano (26 septembre 1930 à Sant'Arcangelo dans la province de Potenza, Basilicate - 2 décembre 2010 à Naples) est un  cardinal italien, archevêque de Naples de 1987 à 2006. 

## Biographie

### Prêtre
Après avoir suivi sa formation dans les séminaires de Potenza, de Salerno et de Posillipo, Michele Giordano a obtenu une licence de théologie et a été ordonné prêtre le 5 juillet 1953 pour le diocèse de Anglona-Tursi.
Il a exercé les six premières années de son ministère en paroisse. Il a ensuite été nommé directeur du Centre catéchétique et du Centre d'études sociales de son diocèse.
En 1968, il devient vicaire général.

### Évêque
Nommé évêque auxiliaire de Matera en Italie le 23 décembre 1971, il est consacré le 5 janvier 1972. Le 12 juin 1974, à 43 ans, il devient archevêque de ce même diocèse. Enfin, il devient archevêque de Naples le 9 mai 1987. Il se retire de cette charge pour raison d'âge le 20 mai 2006.

### Cardinal
Il est créé cardinal par le pape Jean-Paul II lors du consistoire du 28 juin 1988 avec le titre de cardinal-prêtre de S. Gioacchino ai Prati di Castello. 
Au sein de la Curie romaine, il est membre de la Congrégation pour le clergé et du Conseil pontifical pour la pastorale des services de la santé.